# Guillarte
Guillarte  (oficialmente Guillarte/Gibilloarrate) es una localidad del concejo de Luna, que está situado en el municipio de Cuartango, en la provincia de Álava, España.

## Situación e historia
Hacia mediados del XIX, el lugar, ya por entonces perteneciente a Cuartango, tenía contabilizada una población de 37 habitantes.  Aparece descrito en el noveno volumen del Diccionario geográfico-estadístico-histórico de España y sus posesiones de Ultramar de Pascual Madoz de la siguiente manera:

GUILLARTE: l. del ayunt. de Cuartango, en la prov. de Alava (Vitoria 7 leg.), part. jud. de Añana (2), aud. terr. de Burgos, c. g. de las Provincias Vascongadas, y dióc. de Calahorra (23). sit. en cuesta, con clima sano por combatirle el viento N. y se padecen algunos constipados. Tiene 7 casas, igl. parr. (la Concepcion de Ntra. Sra.), servida por un beneficiario perpétuo con título de cura de nombramiento del ordinario, y poru n mayordomo secular; una ermita (la Santísima Trinidad), y en el térm. una fuente de agua potable: este confina N. con Delica y Testanga; E. Inurrita; S. Santa Eulalia, y O. Archua y Luna. El terreno es montuoso, y tiene en su estremo N. una estensa y elevada sierra poblada en su mayor parte; le atraviesa un riach que nace en una cueva y pasa por debajo del altar de la mencionada ermita. caminos, el que cruza por la sierra en direccion de Orduña, y el de la parte opuesta del upeblo, el de Sta. Eulalia. La correspondencia se despacha y recibe de Orduña los martes, jueves y sábados. prod. trigo, cebada y avena; cria de ganado caballar, vacuno, cabrio, lanar y de cerda; caza de perdices, codornices, liebres, lobos y garduñas. ind.: ademas de la agricultura, hay un molino harinero. pobl.: 6 vec., 37 almas. contr.: con su ayunt. (V.)
(Madoz, 1847, p. 82)

Décadas después, ya en el siglo XX, se describe en un lacónico epígrafe del tomo de la Geografía general del País Vasco-Navarro dedicado a Álava y escrito por Vicente Vera y López:

Guillarte.—Parroquia de categoría rural de primera clase, dedicada a la Purísima Concepción, pertenece al arciprestazgo de Cuartango.
(Vera y López, 1915-1921, p. 430)

## Demografía
| Gráfica de evolución demográfica de Guillarte entre 2000 y 2022 |
|                                                                 |
| Población de derecho según los censos de población del INE.     |

## Patrimonio
Hay en el lugar una iglesia de la Concepción de Nuestra Señora y, en las inmediaciones, una ermita de la Santísima Trinidad.